# Валле-Крусіс (Північна Кароліна)
Валле-Крусіс (англ. Valle Crucis) — переписна місцевість (CDP) в США, в окрузі Вотоґа штату Північна Кароліна. Населення — 436 осіб (2020).

## Географія
Валле-Крусіс розташований за координатами 36°12′57″ пн. ш. 81°47′48″ зх. д. / 36.21583° пн. ш. 81.79667° зх. д. (36.215839, -81.796679).  За даними Бюро перепису населення США в 2010 році переписна місцевість мала площу 11,49 км², з яких 11,49 км² — суходіл та 0,00 км² — водойми.

## Демографія
Згідно з переписом 2010 року, у переписній місцевості мешкало 412 осіб у 183 домогосподарствах у складі 120 родин. Густота населення становила 36 осіб/км².  Було 326 помешкань (28/км²).
Расовий склад населення:
| - 98,1 % — білих - 0,2 % — азіатів |

До двох чи більше рас належало 1,7 %. Частка іспаномовних становила 2,4 % від усіх жителів.
За віковим діапазоном населення розподілялося таким чином: 20,4 % — особи молодші 18 років, 60,9 % — особи у віці 18—64 років, 18,7 % — особи у віці 65 років та старші. Медіана віку мешканця становила 45,3 року. На 100 осіб жіночої статі у переписній місцевості припадало 109,1 чоловіків;  на 100 жінок у віці від 18 років та старших — 108,9 чоловіків також старших 18 років.
Середній дохід на одне домашнє господарство  становив 68 804 долари США (медіана — 32 171), а середній дохід на одну сім'ю — 91 241 долар (медіана — 80 313). 
Цивільне працевлаштоване населення становило 159 осіб. Основні галузі зайнятості: освіта, охорона здоров'я та соціальна допомога — 44,7 %, мистецтво, розваги та відпочинок — 28,9 %, фінанси, страхування та нерухомість — 15,1 %, публічна адміністрація — 6,3 %.